# Хонч Нур
Хонч Нур — посёлок в Малодербетовском районе Калмыкии (Россия). Административный центр Хончнурского сельского муниципального образования.

## Название
Название посёлка является искажением от калм. Хонцын Нур (хонц - путник, остановившийся на ночлег, и нур - озеро), позже слово «Хонцын Нур» стало произноситься с небольшим  искажением  «Хонч-Нур».

## История
Согласно сведениям, приведенным на сайте Хончнурского сельского муниципального образования посёлок возник в 1920-х годах в связи с переходом к оседлому образу жизни. Согласно карте РККА 1942 года на месте современного посёлка располагался населенный пункт Хомичев, относившийся к Сталинградской области РСФСР
После возвращения калмыков из депортации посёлок являлся фермой №2 совхоза «Красносельский». В 1961 году поселку было присвоено наименование Хонч Нур. В 1980 году на базе фермы № 2 совхоза «Красносельский» был  основан кормодобывающий совхоз «Хончнурский» главного производственного управления Черных земель и Кизлярских пастбищ Министерства сельского хозяйства РСФСР.

## Физико-географическая характеристика

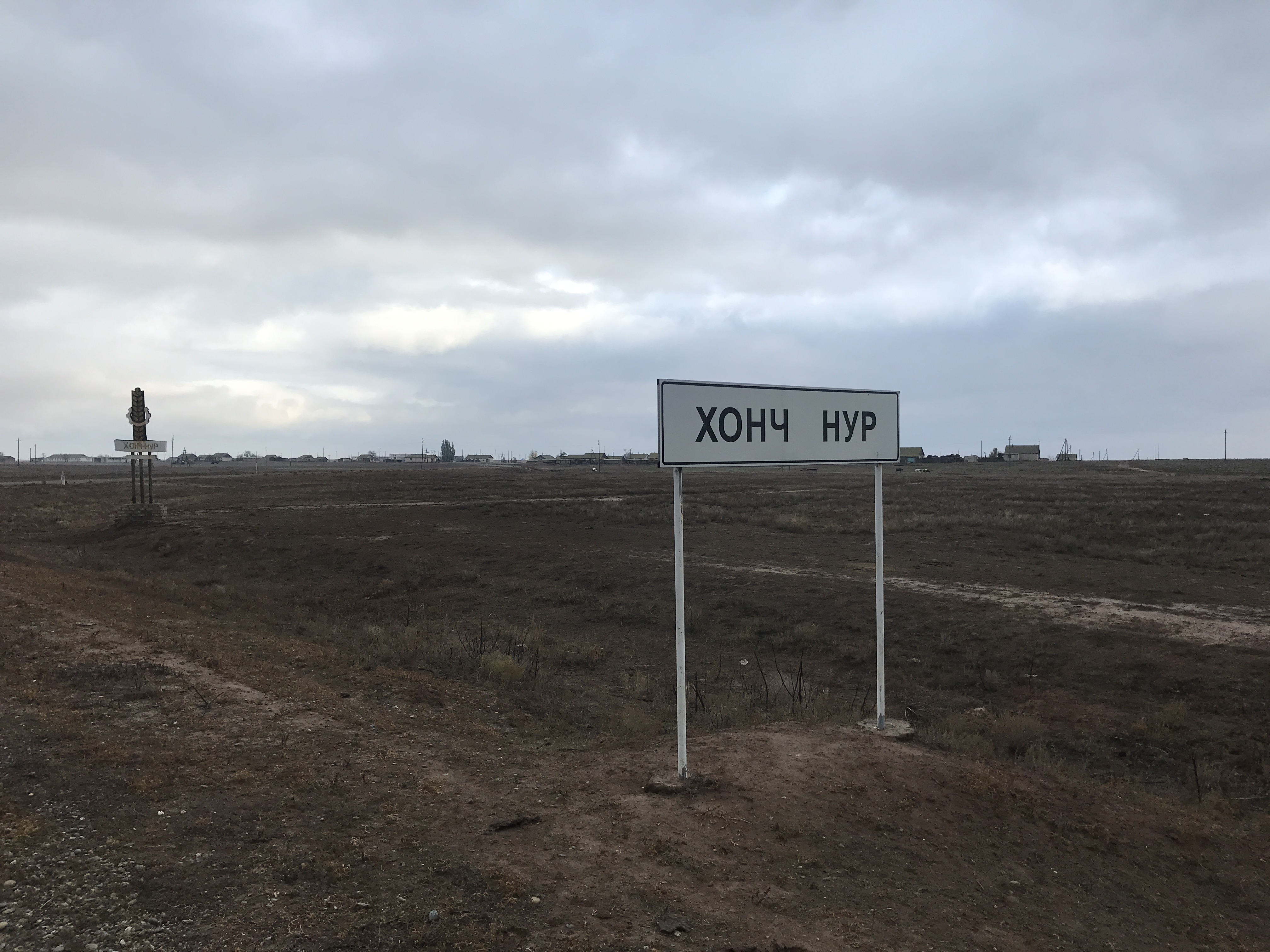
Въезд в Хонч Нур

Посёлок расположен в пределах Сарпинской низменности (северо-западная часть Прикаспийской низменности), на высоте 8 м над уровнем моря, вдоль балки Замурда. Рельеф местности волнистый. Со всех сторон посёлок окружён пастбищными угодьями. В 3,5 км на восток от посёлка расположен канал ВР-1 Сарпинской оросительно-обводнительной системы.
По автомобильной дороге расстояние до столицы Калмыкии города Элиста составляет 260 км, до районного центра села Малые Дербеты — 64 км, до ближайшего города Волгоград Волгоградской области — 160 км, до границы с Волгоградской областью — 6 км. Ближайший населённый пункт — посёлок Ики-Бухус, расположенный в 26 м к юго-востоку от Хонч-Нура.
Согласно классификации климатов Кёппена-Гейгера посёлок находится в зоне континентального климата с относительно холодной зимой и жарким летом (Dfa). В окрестностях посёлка распространены солонцы в комплексе со светлокаштановыми солонцеватыми суглинистыми почвами.

## Население
Динамика численности населения
| 1987 |
| ---- |
| 420  |

| 2002 | 2010 | 2011 | 2012 | 2013 | 2014 | 2015 |
| ---- | ---- | ---- | ---- | ---- | ---- | ---- |
| 210  | ↘129 | ↗136 | ↘134 | ↘123 | ↘115 | ↗124 |
| 2016 | 2017 | 2018 | 2019 | 2020 | 2021 |      |
| ↘112 | ↘104 | ↗111 | ↘105 | ↘100 | ↘90  |      |

В 2012 году в посёлке было 20 детей (11,1 %), 110 жителей трудоспособного возраста (68,5 %), 30 жителей старше трудоспособного возраста (20,4 %). Соотношение мужчин и женщин составляло, соответственно, 55,5 % и 44,5 % (преобладает мужское население).
Национальный состав: калмыки — 98,8 %, другие национальности — 0,2 %.
Национальный состав
Согласно результатам переписи 2002 года большинство населения посёлка составляли калмыки (97 %)

## Социальная инфраструктура
В посёлке имеется магазин, сельский клуб и библиотека. Медицинское обслуживание жителей посёлка обеспечивают фельдшерско-акушерский пункт и Малодербетовская центральная районная больница. Ближайшее отделение скорой медицинской помощи расположено в Малых Дербетах.Среднее образование жители посёлка получают в Малодербетовской средней школе.
Посёлок газифицирован. Центральное водоснабжение отсутствует, потребность в пресной воде обеспечивается индивидуально, путём доставки воды к каждому домовладению. Водоотведение осуществляется за счёт использования выгребных ям.
Автодорога к посёлку асфальтирована в 2014 году.
Для захоронения умерших, как правило, используются местное кладбище.

## Улицы
В посёлке 5 улиц: Братьев Эрендженовых, Комсомольская, Н. Очирова, Новая, Октябрьская.

## Известные жители и уроженцы
- калмыцкий учёный, этнограф, просветитель, общественный деятель Номто Очиров[29]